# Историјат инвазивне и интервентне кардиологије
Историјат инвазивне и интервентне кардиологије је хронолошки приказ паралалног рада, више група истраживача који су радили самостално на сличним технологијама. Инвазивна и интервентна кардиологија су данас тесно повезане са кардиологијом и кардиолозима (лекарима који лече болести срца), мада су за развој ових технологија већим делом заслужни, због својих раних истраживања и обављања ових интервенција радиолози (интервентни радиолози) и кардиохирурзи или васкуларни хирурзи.

## Терминологија
Инвазивне процедуре; су медицинске интервенције у току којих се специјалним инструментима продире кроз или прекида континуитет коже и улази телесне шупљине и крвне судове. Инвазивне процедура у кардиологијуи су оне које укључују; перфорацију, рез, катетеризацију, или улазак у крвне судове и срчане шупљине.
Интервентне кардиолошке процедуре; су нехируршке методе које се користе у лечењу једног броја болести срца и великих крвних судова. Ове процедуре изводе за то специјално едуковани кардиолози уз помоћ специјалних катетера који се у срце и велике крвне судове уводе из периферних артерија. Предност оваквог приступа лечењу у односу на стандардне хируршке оперативне захтеве огледа се у томе што је ова интеревенција за пацијента, мање инвазивна-агресивна (безболна), не захтева општу анестезију (јер се изводи у локалној анестезији), краће траје и боравак пацијента у болници је знатно краћи (најчешће само 24 сата) што значајно смањује трошкове лечења и увећава пропусну моћ болничких капацитета.

## Први кораци инвазивне кардиологије
У инвазивној кардиологији је све почело са проналаском рендген зрачења од стране Вилхелма Рендгена 1895. и срчане катетеризације Вернера Форсмана 1929. и коронарне артериографије енгл. Mason Sones-а. У првим годинама развоја, инвезивне кардиолошке методе нису биле ефикасан начин лечења коронарне артеријске болести и углавном су примењиване у медицинским истраживањима и дијагностици (ангиографија).
Срчана катетеризације утрла је пут за коронарну ангиографију, коју је први пут извео енгл. Mason Sones на Клиници у Кливленду 1958. Коронарна ангиографија, у комбинацији са левом вентрикулографијом, омогућила је постављање дијагнозе, а затим и расветљавање природе историје коронарне артеријске болести. Ова радиолошка интервенција омогућила је коронарну реваскуларизацију. Прво кардиохируршку - уградњу коронарног бајпас графта (CABG) а онда и перкутану - ангиопластику (PTCA).
У шездесетим годинама 20. века истраживања Рене Фавалороа и његових сарадника, довела су до развоја метод уградње коронарног бајпас графта (CABG). Упркос великом успеху (CABG) кардиолози су и даље размишљајли о мање инвазивним интервенцијама за лечење коронарне артеријске болести што је довело до прве коронарна ангиопластике коју је извео др Андреас Гринциг 1977. у Цириху. Од тог дана техника перкутане транслуминална коронарне ангиопластика (CABG) развијала се невероватном брзином да је данас на таквом нивоу развоја да је у великом броју кардиоваскуларних лезија ова интервенција замене за (CABG).
Крајем седамдесетих и почетком осамдесетих година 20. века, техника (опрема) за извођења (PTCA) је била гломазна а материјали кабасти. У току интервенције коришћено је 9-10 катетер који су се морали ручно обликовати. Гломазне врхове катетера је било тешко дистално пратити, што је касније решено увођењем омотача. Постепени развој новијих превасходно лако вођених катетара са меким врхом и већим централним луменом и обложеним врхом, изазивали су мање трења и омогућавали су избор врхова различите крутости за различите врсте лезије. Као што се непрестано развијала техника развилјала су се интервентни кардиолози који су започели борбу против све већих и сложенијих патолошкоанатомских кардиоваскуларних лезија. Развијени су и бројни инструменти који су све више побољшали успех интервенција као што су; ротациони аблатор, ласер, ендоваскуларна брахитерапија (облик радиотерапије), интраваскуларна ултразвучна терапија итд.

## Катетеризација срца
Историја инвазивне кардиолошке дијагностике почиње након извођења прве катетеризације срца током 1711. од стране Стивен Хејлс који је проучавао циркулацију крви постављањем катетер у крвне судове, десну и леву комору живих животиња, катетером од месингане цеви, стаклене цеви и трахеје гуске. О делу и заслугама Стивена Хејлса за даљи развој катетеризацију срца најбоље говоре речи добитника Нобелове награде за медицину Вернера Форсмана (творца савремене катетеризације срца) који је у свом говору одржаном 1956. на додели Нобелове награде између осталог реко:
„прву катетеризацију срца на живим животињама у експерименталне сврхе извео је енглески свештеник, велечасни Стивен Хејлс, знатижељни лаик, који је то извршио у Тордингтону 1710, 53 године након смрти Вилијама Харвија (1578—1657), који је први прецизно дефинисао капацитете срца...“
Сто година касније технику катетеризације за проучавање физиологије срца применио је Клод Бернар током 1840. Он је катетером улазио у обе коморе и преткоморе срца коња ретроградним приступом кроз југуларну вене и каротидну артерију на врату. Бернар је био први научник који је проучавао физиологију срца, и међу првима који је припремио терен за катетеризацију срца у облику који је данас познат. Након истраживања Клод Бернара наредних око сто година катетеризацијом срца је извођена искључиво на животињама све до 1929. када је први пут изведена код човека са намером да се у хитним стањима (срчаном застоју) уведе лек директно у срце.
Техника ангиографије је први пут примењена 1927. од стране португалског лекара Антонија Мониза, како би се лакше и прецизније дијагностиковао многа обољења, као што су тумори, коронарна артеријска болест, артериовенозне малформације и друге болести срца и крвних судова.
Први лекар који је признат као један од пионира у области катетеризације срца је Немац Вернер Форсман, који је 1929. и поред противљења својих шефова, прву катетеризацију срца извео на себи, кроз рез у својој левој антекубиталој вени руке убацио катетер у свој венски систем. Потом је отишао на радиолошко одељење где је флуороскопијом установљено да се катетер налази у његовој десној преткомори.
У раним четрдесетим годинама 20. века, Андре Курнанд (André Frédéric Cournand), у сарадњи са Дикинсон В. Ричардсом (Dickinson W. Richards), започели су у Белвилској болници почетна истраживања која су обухватала проучавање физиолошких функција плућа, а посебно, поремећај познате као хронична плућна инсуфицијенције. Ричардс је закључио, као што су то учинили и други пре њега, да је потребно да се у дијагностици срчаних болести врши мерење количине ваздуха у плућима у различитим фазама дисања.
Дикинсон В. Ричардс и Андре Курнанд су у својим истраживањима настојали да унапреде технику катетеризације чију примену је започео 1929. немачки лекар Вернера Форсмана и развију безбедан поступак и мерења количине гасове у крви за време њеног проласка кроз срце до плућа. Зато су 1936. експерименте започели на животињама да би до 1941. безбедно уводили катетер у десну преткомору људског срца. Мерења притиска, протока крви итд. помоћу катетеризације срца омогућила су Дикинсон В. Ричардсу и Андре Курнанду да проуче физиолошке функције срца и крвотока.
У 1941 Дикинсон В. Ричардс је захваљујући катетеризацији срца, развио методу за мерење количине крви коју пумпа срце или његове коморе у крвоток, као и методу мерења крвниог притиска у десној преткомори, десној комори и плућној артерији, и методу мерења укупне запремине крви.
За развој поступка катетеризације срца и открића које су потом уследила у области физиолошких функција и болести срца, Дикинсон В. Ричардс, Андре Курнанд и Вернер Форсман су добили Нобелову награду за физиологију или медицину. О значају рада ове тројице нобеловаца у области катетеризације срца најбоље говори део излагања поводом доделе Нобелове награде 11. децембра 1956:
"Срчани катетер је био ... кључ у брави“. Окретањем овог кључа, Андре Курнанд и његове колеге довеле су нас у нову еру разумевања поремећаја нормалних срчаних функција, и прошириле је новим хоризонтима наде да се помогне болесном срцу... Ми увек треба да запамтимо да је прва операција на отвореном срцу, коју је извео Гибон (Gibbon) у фебруару 1952. код петнаестомесечне девојчице са наводно ASD, завршила смрћу на операционом столу, јер није имала ASD, већ велики патент дуктус артериозус. Најгора ситуација са којом се може суочити кардиохирург у операционој сали је; неочекивана, нетачна или непотпуна дијагноза болести. Срчана катетеризација даје нам мапу пута који треба да пратимо и да сигурно планирамо и надамо се успешно обављеном послу“.
Током следећих година, катетери су постављени на сличан начин у десну комору за дијагностиковање кардиоваскуларних болести, али и мерења притиска на излазу из срчаних шупљина (применом Фиковог принципа).
Током 1953 Свен Селдингер је усавршио методу Форсмана (која је захтевала хируршку препарацију крвног суда), увођењем перкутаног приступа срцу и крвним судовима и која је постала основа свих инвазивних процедура које се данас примењују у кардиологији и интервентној радиологији.
Др Сонес 1959. обавља прву семиселективну коронарну ангиографију а катетеризација срца све више је постајала рутинска дијагностичка метода у целом свету.
...„Савремени кардиохирурзи су врло добро знали да је кардиохирургија без дијагностике катетером као вожња бродом без компаса. У таквој ситуацији, кардиохирургу је тешко рећи где је и у ком правцу треба да иде. Зато је катетеризација срца, као изузетна дијагностичка и терапијска техника еволуирала током протекла два века захваљујући пре свега непрекидном напору многих великих научника и изузетних пионира кардиологије, радиологије и хрирургије. Они су се непрескидно супротстављали својом упорношћу многих противљења јаке опозиције која је „по њима дејствовала“ с времена на време, и у неким другим временима успевали уз помоћ срећних догађаја који су њиховим бриљантним умовима осветљавали пут...“

## Ангиопластика
Појава ангиопластике као интервентне технике за ремоделовање крвних судова везује се за име америчког радиолога др Чарлса Дотера. Он је са Мелвином Јудкинсом 1964. описао и по први пут употребио темин "ангиопластика" за минимално инвазивну интервентну процедуру у решавању стенотичних или оклузивних лезија на периферним крвним судовима.
Др Чарлс Дотер се сматра пиониром модерне интервентне кардиологије захваљујући проналаску интервентне технике уметања балона уз помоћ катетера коју је назвао ангиопластика. Он је први пут применио ангиопластику у лечењу оболелих периферних артерија 16. јануара 1964, када је перкутаном катетеризацијом проширио, сужену (стенозирану) површну бутну артерију, у жене старе 82 година са боловима у ногама исхемијом и гангреном која је одбила ампутацију ноге. Након успешног дилатација стенозе жичаним водичем и коаксијални тефлон катетером, Чарлс Дотер је болесници успоставио циркулацију у нози. Проширена артерија остала је отворен све до њене смрти од запаљења плућа две и по године касније.
Чарлс Дотер, (тек много година касније признат као „отац интервентне радиологије“ и номинован за Нобелову награду за физиологију или медицину 1978), је попут Вернера Форсмана, доживео да остане неприхваћен од стручне јавности у САД. Његово откриће ангиопластике остало је ван употребе, до појаве првих успешних коронарних интервенција, које је описао немачких кардиолог др Андреас Гринциг.
Након што је 1974. Андреас Гринциг извео прву ангиопластику на перифеним крвним судовима, у локалној анестазији код човека, он је након интервенције на анималном моделу, приказао и прву успешну дилатацију стенозираног срчаног крвног суда. Заједно са Милером и Ханаом, 1977. у Сан Франциску а потом у Цириху, током елективног аортокоронарног премошћавања, Андреас Гринциг је урадио прву коронарну ангиопластику, а затим 16. септембра 1977, по први пут у историји медицине и самосталну перкутану коронарну интервенцију. До 1980. урађено је првих 1.000 перкутаних коронарних ангиопластика.
Нова важна открића у интервентној кардиологији настају 1986. када у Тулузу - Француска,, а затим 1987. и Улрих Сигвар са сарадници имплантирају први интракоронарни стент, којим је омогућена још шира употреба перкутаних ангиопластике широм света.

## Перкутана транслуминална ангиопластика
Перкутана транслуминална ангиопластика почела је први пут да се примењује у оквиру истраживања на Медицинском факултету Универзитета Орегон, Портланд, у институту за васкуларну радиологију, где су Чарлс Т. Дотер и Мелвин П. Јудкинс, сарађивали током педесетих година 20. века у многим областима истраживања васкуларних болест, покушавајући да добију коронарни ангиограм високих дијагностичких квалитета.
Прича о настанку (PTCA) заправо је почела шездесетих година 20. века, након испитивања срца једног пацијента сасвим случајно (како су настала и многа велика открића у медицини). Дотер је увео катетер у бутну артерију. Под контролом флуороскопа безуспешно је тражио катетер у абдоминалној аорти. Након пажљивог праћења установио је да је катетер нехотице ушао у крвни суд ноге. Дотер је брзо исправио грешку и наставио са планираним ангиографским поступком. Много касније након интервенције пацијент се захвалио Дотеру на одличном „лечењу“, наводећи да му је бол у нози престао. Очигледно, катетер је нехотично проширио крвни суд, и уклонио васкуларну опструкцију и симптоме исхемије.
После овог догађаја Дотер је наставио истраживања на другим случајевима када је катетером пролазио, током ретроградне илиофеморалне катетеризације кроз атероматозне крвне судове старијих пацијената. Том приликом је утврдио да пролаз катетера није обично повезан са озбиљним или трајно лошим последице. Године 1965, Дотер је изнео ова запажања у једном од његових рукописа наводећи: ..."У позадини развоја: компликација код једног човека је код другог човека терапија“...и закључио..."и у атеросклеротичној болести, интраартеријални лумена се може вештачки моделирати безопасно - намерно, као и случајно“... .
Након што је 1974. Андреас Гринциг извео прву ангиопластику на перифеним крвним судовима, у локалној анестазији код човека, он је након интервенције на анималном моделу, приказао и прву успешну дилатацију стенозираног срчаног крвног суда. Заједно са Милером и Ханаом, 1977. у Сан Франциску а потом у Цириху, током елективног аортокоронарног премошћавања, Андреас Гринциг је урадио прву коронарну ангиопластику, а затим 16. септембра 1977, по први пут у историји медицине и самосталну перкутану коронарну интервенцију.
Важна открића у интервентној кардиологији настају 1986. када у Тулузу - Француска,, а затим 1987. и Улрих Сигвар (Ulrich Sigwar) са сарадници имплантирају први интракоронарни стент, којим је омогућена још шира употреба перкутаних коронарних интервенција широм света. Главни разлог за њихову увођење у интервентну радиологију било је смањење број рестеноза које су се јављале након ангиопластике и боља подршка дилатираном крвном суду или цевастом каналу.

## Развој интракоронарног стента
Након све веће приме балон ангиопластике, све више се развила и теорија о примени „уређаја“ који могу да се сместе интралуминално (у унутрашњост артерије), који као нека врста скелета, треба да очувају лумен срчане артерије након успешно изведене балон ангиопластике. Примена стентова није постала стварност у области кардиологије све до 1986. и појаве првих интракоронарих стентова који су могли да се успешно уметну у коронарну артерију. Први стентови који су коришћени били су самоекспандирајући стентови под називом „Валстент“ енгл. Wallstents).
Примена интракоронарних стентова је брзо уочена као метод за лечење неких компликација због ангиопластике, и да њихова примена може смањити учесталост примене опарација на отвореном грудном кошу (бајпас хирургија) и број акутних компликација (пре свега рестеноза) након балон ангиопластике. Кардиолози су врло брзо након масовније примене стентова схватили да је стопа рестеноза значајно мања код болесника код којих је примењен интракоронарни стент, у односу на оне код којих је извршена само балона ангиопластика. Нажалост субакутна тромбоза је понекад могућа након уградње интракоронарих стентова у око 3,7% случајева и већа је од стопе која се јавља након балон ангиопластика. Спонтана крварења су такође проблем, због интензивне примене антикоагуланта који се превентивно примењују да спрече агрегацију тромбоцити и могућу тромбозу унутар стента.
Стент технологије је значајно унапређена 1989. након развоја и примене балоном проширивих (енгл. Palmaz-Schatz) интракоронарих стентова. Први резултати након примене (енгл. Palmaz-Schatz) стентова су били знатно бољи у односу на класичну балон ангиопластику, и са знатно нижом стопом наглих тромбоза и постинтервентних инфаркта. Учесталост рестенозе са Палмаз-Сцхатз стентовима су такође значајно смањене у односу на балон ангиопластику. Међутим, стопа морталитета је непромењене у односу на балон ангиопластику. Стопа субакутне тромбозе и компликација крварења након примене стента су високе, од 1999. у скоро 85% свих процедура код перкутаник коронарних интервенција оне се јављају код примене интракоронарих стента.
Едукације (усавршавања) које су потребне кардиолозима за обављање перкутаних коронарних интервенција и брз напредак у области развоја технологије процедура и материјала за перкутана коронарну интервенцију, покренут је од 1999. све интензивнији развој специјализованог школовања кардиолога у области интервентне кардиологије.